# 朱良子
朱 良子（チュ・ヤンジャ、朝鮮語: 주양자、1931年1月1日 - 2025年2月4日）は、韓国の女性政治家、医師（耳鼻咽喉科）。元保健福祉部長官、第14・15代国会議員。号は蕙丁（ヘジョン、혜정）。本貫は新安朱氏。仏教徒。

## 経歴
高麗大学校医科大学卒、医学博士。スウェーデン政府の招待によりイギリスに留学した。卒業後はソウル大学校医科大学、高麗大学校医科大学外来教授、ソロプチミストクラブ韓国連合会第2代総裁、高麗大学校医科大学校友会会長、韓国女医会会長、国立医療院院長、医療保険管理公団理事長、韓国医学協会顧問を歴任した。
政界入り後は第14代総選挙（民主自由党）、第15代総選挙（自由民主連合、繰上げ当選）で全国区から当選したほか、保健福祉部長官、自由民主連合副総裁、大韓民国憲政会副会長を歴任した。保健福祉部長官就任後すぐに本人と家族の不動産投機の疑惑が発覚したため、金鍾泌国務総理により自主辞退を促された後、就任2ヶ月ほどで辞任した。